# Гарриендерк
Гарриендерк (англ. Garrienderk; ирл. Garraí na Deirce Thuaidh) — деревня в Ирландии, находится в графстве Лимерик (провинция Манстер) у дороги из Ро-Луирка в Килмаллок.
Местная церковь, посвящённая Святому Патрику, была построена в XIX веке.